# Liste der Baudenkmäler in Pfofeld
Auf dieser Seite sind die Baudenkmäler in der mittelfränkischen Gemeinde Pfofeld zusammengestellt. Diese Tabelle ist eine Teilliste der Liste der Baudenkmäler in Bayern. Grundlage ist die Bayerische Denkmalliste, die auf Basis des Bayerischen Denkmalschutzgesetzes vom 1. Oktober 1973 erstmals erstellt wurde und seither durch das Bayerische Landesamt für Denkmalpflege geführt wird. Die folgenden Angaben ersetzen nicht die rechtsverbindliche Auskunft der Denkmalschutzbehörde.
 Diese Liste gibt den Fortschreibungsstand vom 21. April 2015 und enthält 34 Baudenkmäler.

## Ensemble Ortskern Thannhausen
Das Ensemble (Lage) umfasst das gesamte Haufendorf außer den nördlich vorgelagerten Häusern Nr. 43 und 36. Die Gründung der fränkischen Siedlung Thannhausen, wenig nördlich des auf der Höhe verlaufenden Limes, dürfte in die Zeit zwischen dem 6. und 8. Jahrhundert fallen. Im Mittelalter war dort ein gleichnamiges Reichsministerialengeschlecht beheimatet, überliefert seit dem 12. bis ins 16. Jahrhundert, dem auch der Minnesänger Thannhäuser angehört haben soll, weshalb die Gemeinde seit 1955 das Recht hat, das Wappen des Minnesängers nach der Darstellung in der Manessischen Handschrift als Gemeindesiegel zu führen. Eine erste Kirche wurde in Thannhausen um 1075 von Bischof Gundekar II. von Eichstätt dem heiligen Bartholomäus geweiht. Die heute bestehende evangelisch-lutherische Pfarrkirche, Mitte des 16. Jahrhunderts wurde die Reformation eingeführt, ist ein Neubau von 1869, mit dem alten Turm des 17. Jahrhunderts. Überhaupt wird der Ort vornehmlich von den Bauten des 19. Jahrhunderts geprägt, da auch die meisten Bauernhäuser, häufig erdgeschossige verputzte Satteldachbauten, aus dieser Zeit stammen. Lediglich das Gasthaus, das Pfarrhaus und die ehemalige Schmiede unterscheiden sich von diesen als Walm-, Halbwalm- bzw. Mansarddachbauten des 17. bis 19. Jahrhunderts. Das Haufendorf wird von einem unregelmäßigen Straßenring mit platzartigen Straßengabeln und Sackgassen durchzogen, hierdurch entsteht der Eindruck einer zufälligen Anordnung der Häuser. Doch die Wohnteile der Bauernhäuser sind bevorzugt mit ihrem Giebel zur Straße orientiert, so dass sich mehrfach giebelständig eingerahmte Straßen- und Platzbilder bilden. Trotz einiger moderner Bauten, wie des Schulhausneubaus von 1963/64 anstelle eines alten Schulhauses, ist das Dorfbild von hoher einheitlicher Wirkung erhalten. Aktennummer: E-5-77-159-2.

## Baudenkmäler nach Ortsteilen

### Pfofeld
| Lage                                                  | Objekt                                            | Beschreibung | Akten-Nr.     | Bild                  |
| ----------------------------------------------------- | ------------------------------------------------- | --- | ------------- | --------------------- |
| Austraße 1 (Standort)                                 | Bauernhaus eines Dreiseithofes                    | Eingeschossiger Satteldachbau, um 1860, Austragshaus, zweigeschossiger Satteldachbau, 1847, Fragmente der Hofmauer, Bruchstein, Mitte 19. Jahrhundert | D-5-77-159-4  | BW                    |
| Austraße 2 (Standort)                                 | Ehemaliges Bauernhaus                             | Eingeschossiges Gebäude mit Steildach, bezeichnet „1787“, wohl Mitte 19. Jahrhundert | D-5-77-159-5  | BW                    |
| Austraße 9 (Standort)                                 | Bauernhaus                                        | Eingeschossiger Satteldachbau, Mitte 19. Jahrhundert | D-5-77-159-6  | BW                    |
| Austraße 13 (Standort)                                | Ehemaliges Wohnstallhaus                          | Eingeschossiger giebelständiger Satteldachbau, Mitte 19. Jahrhundert | D-5-77-159-7  | BW                    |
| Hauptstraße 2 (Standort)                              | Wohnhaus                                          | Kleinhaus, eingeschossiger giebelständiger Satteldachbau, Mitte 19. Jahrhundert | D-5-77-159-13 | BW                    |
| Hauptstraße 18, 18 a (Standort)                       | Ehemaliges Bauernhaus eines Dreiseithofes         | Eingeschossiger giebelständiger Satteldachbau, mit Eckquaderungen, Mitte 19. Jahrhundert, ehemaliges Austragshaus, eingeschossiger Satteldachbau, 1879 | D-5-77-159-11 | BW                    |
| Hauptstraße 30 (Standort)                             | Ehemaliges Bauernhaus                             | Eingeschossiger traufständiger Satteldachbau, Mitte 19. Jahrhundert | D-5-77-159-9  | Ehemaliges Bauernhaus |
| Kirchenbuck 2 (Standort)                              | Ehemaliger Brauereigasthof                        | Zweigeschossiger Satteldachbau in Ecklage, mit schwarzer Küche, spätes 18. Jahrhundert | D-5-77-159-3  | BW                    |
| Kirchenbuck 4 (Standort)                              | Pfarrhof, Pfarrhaus                               | Zweigeschossiger Halbwalmdachbau, 1804/05, Scheune, Satteldachbau, Bruchstein, wohl frühes 19. Jahrhundert | D-5-77-159-2  | BW                    |
| Kirchenbuck 5 (Standort)                              | Evangelisch-lutherische Pfarrkirche Sankt Michael | Chorturmkirche, kleiner romanischer Bau, durch Otto von Bamberg 1102–39 gegründet, 1734 Verlängerung des Schiffes, Erneuerung des Daches, Emporeneinbau, Vergrößerung der Fenster, 1793 Turmobergeschoss mit Spitzhelm, mit Ausstattung                          | D-5-77-159-1  | weitere Bilder        |
| Kirchenbuck 5 (Standort)                              | Kirchhofbefestigung                               | Mauer im Kern mittelalterlich, mit Torhaus, 1722 | D-5-77-159-1  | BW                    |
| Kirchenbuck 6, Birkenweg 1, Kirchenbuck (Standort)    | Wohnstallhaus                                     | Mit hakenförmigem Werkstatt- und Stallanbau eines ehemaligen Bauernhofes, eingeschossiger massiver Satteldachbau mit Fachwerkinnenwänden, über Sockelgeschoss, Hopfenluke und Zwerchhaus, erstes Viertel 19. Jahrhundert, mit jüngeren Umbauten, mit Ausstattung | D-5-77-159-17 | BW                    |
| Kirchenbuck 6, Birkenweg 1, Kirchenbuck (Standort)    | Ehemaliger Schweinestall                          | Freistehender, eingeschossiger Satteldachbau, wohl 19. Jahrhundert | D-5-77-159-17 | BW                    |
| Kirchenbuck 6, Birkenweg 1, Kirchenbuck (Standort)    | Drei umfangreiche Eiskelleranlagen                | 19. Jahrhundert, ein Kellermund bezeichnet „1853“ | D-5-77-159-17 | BW                    |
| Kirchenbuck 9 (Standort)                              | Bauernhaus                                        | Eingeschossiger Satteldachbau mit zweigeschossigem Giebelanbau und rückwärtigem eingeschossigem Mansarddachflügel, 18./19. Jahrhundert | D-5-77-159-14 | BW                    |
| Ringstraße 14 (Standort)                              | Ehemaliges Bauernhaus                             | Eingeschossiger giebelständiger Satteldachbau mit Vortreppe, 18./19. Jahrhundert, Nebengebäude, zweigeschossiger Satteldachbau, teilweise Bruchstein, 19. Jahrhundert                                                                                            | D-5-77-159-8  | BW                    |
| Schuhriegel, an der Straße nach Dornhausen (Standort) | Heilig-Kreuz-Kapelle                              | Ruine, Rechteckbau mit eingezogenem rechteckigen Chor, Chormauern sowie West- und Südseite des Langhauses mit Portal erhalten, spätes 13. Jahrhundert | D-5-77-159-15 | weitere Bilder        |

### Gundelshalm
| Lage                      | Objekt     | Beschreibung                                                                                                   | Akten-Nr.     | Bild       |
| ------------------------- | ---------- | --- | ------------- | ---------- |
| Gundelshalm 13 (Standort) | Bauernhaus | Eingeschossiger traufständiger Satteldachbau, mit angebauter Scheune, Massivbau mit Steildach, 19. Jahrhundert | D-5-77-159-20 | Bauernhaus |

### Langlau
| Lage                                                     | Objekt                                     | Beschreibung | Akten-Nr.     | Bild                                       |
| -------------------------------------------------------- | ------------------------------------------ | --- | ------------- | ------------------------------------------ |
| Bahnhofstraße 12, bei Streckenkilometer 47,26 (Standort) | Stationsgebäude an der Ludwig-Süd-Nordbahn | Zweigeschossiger traufständiger Satteldachbau, Sandsteinquader, mit Ecklisenen, profilierten Pfetten und Dachsparren, um 1865 | D-5-77-159-33 | Stationsgebäude an der Ludwig-Süd-Nordbahn |
| Dorfstraße 28 (Standort)                                 | Scheune                                    | Sandsteinquaderbau mit Steildach, bezeichnet „1860“                                                                           | D-5-77-159-21 | BW                                         |

### Rehenbühl
| Lage                                                                     | Objekt                                             | Beschreibung | Akten-Nr.      | Bild |
| ------------------------------------------------------------------------ | -------------------------------------------------- | --- | -------------- | --- |
| Nähe Bahnlinie Nördlingen – Pleinfeld, an Bahnübergang (Standort)        | Ehemaliges Bahnwärterhaus der Ludwig-Süd-Nord-Bahn | Zweigeschossiger Satteldachbau mit kleinem Anbau, Naturstein, wohl um 1865 | D-5-77-159-36  | Ehemaliges Bahnwärterhaus der Ludwig-Süd-Nord-Bahn |
| Bahnlinie Nördlingen – Pleinfeld (bei Streckenkilometer 45,3) (Standort) | Wasserdurchlass der Ludwig-Süd-Nord-Bahn           | gemauerter Rundbogen aus Sandsteinquadermauerwerk, um 1841/49 (Zwei weitere, gleichartige Durchlässe mit derselben Denkmalnummer liegen in den Gemeinden Gunzenhausen und Haundorf.) | D-5-77-136-229 | [[Vorlage:Bilderwunsch/code!/C:49.12416,10.79982!/D:Bahnlinie Nördlingen – Pleinfeld (bei Streckenkilometer 45,3), Wasserdurchlass der Ludwig-Süd-Nord-Bahn!/\|BW]] |

### Thannhausen
| Lage                       | Objekt                                               | Beschreibung | Akten-Nr.     | Bild                                                 |
| -------------------------- | ---------------------------------------------------- | --- | ------------- | ---------------------------------------------------- |
| Thannhausen 16 (Standort)  | Pfarrhaus                                            | Zweigeschossiges Gebäude mit Mansardwalmdach, 1710 | D-5-77-159-23 | weitere Bilder                                       |
| Thannhausen 20 (Standort)  | Evangelisch-lutherische Pfarrkirche St. Bartholomäus | Ehemalige Chorturmkirche, Saalbau in neugotischen Formen, mit Satteldach und Natursteingliederung, Turm mit Kuppelhelm, Turmuntergeschoss 16. Jahrhundert, Neubau 1896, mit Ausstattung | D-5-77-159-22 | Evangelisch-lutherische Pfarrkirche St. Bartholomäus |
| Thannhausen 31 (Standort)  | Gasthaus                                             | Zweigeschossiges Gebäude mit Satteldach, westlich mit Krüppelwalm, in Ecklage, im Kern 17./18. Jahrhundert                                                                              | D-5-77-159-24 | weitere Bilder                                       |
| Thannhausen 32 (Standort)  | Bauernhaus                                           | Zweigeschossiger giebelständiger Satteldachbau mit Eckquaderungen und Putzgliederung, 1924, Scheune, Massivbau mit Steilsatteldach, wohl um 1900                                        | D-5-77-159-25 | Bauernhaus                                           |
| Thannhausen 34 (Standort)  | Wohnstallhaus                                        | Eingeschossiger giebelständiger Satteldachbau, erste Hälfte 19. Jahrhundert | D-5-77-159-26 | Wohnstallhaus                                        |
| Thannhausen 36 (Standort)  | Bauernhaus                                           | Eingeschossiger Satteldachbau, 18./frühes 19. Jahrhundert | D-5-77-159-31 | Bauernhaus                                           |
| Thannhausen 85 (Standort)  | Wohnhaus                                             | Zweigeschossiger Satteldachbau in Ecklage, mit Eckerker und Ecknische, barockisierender Heimatstil mit Eckquaderungen und Zierfriesen, 1925, mit Wappenstein, wohl 18. Jahrhundert      | D-5-77-159-35 | Wohnhaus                                             |
| Thannhausen 91 (Standort)  | Bauernhaus                                           | Eingeschossiger giebelständiger Bau mit Steildach, bezeichnet „1897“ | D-5-77-159-29 | Bauernhaus                                           |
| Thannhausen 93 (Standort)  | Ehemalige Dorfschmiede                               | Zweigeschossiges Gebäude mit Halbwalmdach, mit Putzgliederung, 1846 | D-5-77-159-28 | Ehemalige Dorfschmiede                               |
| Thannhausen 104 (Standort) | Bauernhaus                                           | Eingeschossiger giebelständiger Satteldachbau, um 1880/90 | D-5-77-159-27 | Bauernhaus                                           |

## Ehemalige Baudenkmäler
In diesem Abschnitt sind Objekte aufgeführt, die früher einmal in der Denkmalliste eingetragen waren, jetzt aber nicht mehr. Objekte, die in anderem Zusammenhang also z. B. als Teil eines Baudenkmals weiter eingetragen sind, sollen hier nicht aufgeführt werden. Aktennummern in diesem Abschnitt sind ehemalige, jetzt nicht mehr gültige Aktennummern.

| Lage                                                                           | Objekt                                   | Beschreibung          | Akten-Nr.     | Bild |
| ------------------------------------------------------------------------------ | ---------------------------------------- | --------------------- | ------------- | ---- |
| Rehenbühl Zur Heide 18, bei Bahnübergang, Streckenkilometer 46, 208 (Standort) | Wasserdurchlass der Ludwig-Süd-Nord-Bahn | Nach Planung von 1848 | D-5-77-159-34 | BW   |